# Ranulfo Bocaiúva Cunha
Ranulfo Bocayuva Cunha foi um militar e político brasileiro, prefeito de Niterói e três vezes deputado federal pelo estado do Rio de Janeiro. Foi ainda ministro do Superior Tribunal Militar de 1946 a 1957. Neto de Quintino Bocayuva.